# Qatar Ladies Open 2008
Il Qatar Ladies Open 2008 è stato un torneo di tennis giocato sul cemento.
È stata la 8ª edizione del Qatar Ladies Open, che faceva parte della categoria Tier I nell'ambito del WTA Tour 2008.
Si è giocato al Khalifa International Tennis Complex di Doha in Qatar,
dal 18 al 24 febbraio 2008.

## Campioni

### Singolare
Marija Šarapova ha battuto in finale  Vera Zvonarëva con il punteggio di 6–1, 2–6, 6–0

### Doppio
Květa Peschke /  Rennae Stubbs hanno battuto in finale  Cara Black /  Liezel Huber con il punteggio di 6–1, 5–7, 10–7